# Bilderbergconferentie 1978
De Bilderbergconferentie van 1978 werd gehouden van 21 t/m 23 april 1978 in het Chauncey Conference Center in Princeton (New Jersey), Verenigde Staten. Vermeld zijn de officiële agenda indien bekend, alsmede namen van deelnemers indien bekend. Achter de naam van de opgenomen deelnemers staat de hoofdfunctie die ze op het moment van uitnodiging uitoefenden.

## Agenda
- Western defense with its political implications. (Westerse defensie en de politieke implicaties hiervan)
  - An Overview of the Alliance Today  (Een overzicht van de huidige Alliantie)
  - The General Evolution of East-West Relations (De algemene evolutie van Oost-West relaties)
  - Crises Outside the Alliance Area (Crises buiten het Alliantiegebied)
  - The Current Military Balance (De huidige militaire balans)
  - Theater Nuclear Systems and the Neutron Bomb (Tactisch kernwapens en de neutronenbom)
  - Consultation and Mutual Understanding (Raadpleging en wederzijds begrip)
  - Political and Economic Strains Within the Alliance (Politieke en economische verstrengelingen binnen de Alliantie)
  - Détente and Arms Control (Detente en Wapencontrole)
- The changing structure of production and trade: consequences for the Western industrialized countries. (De veranderende productie- en handelsstructuur:consequenties voor de Westerse industrielanden)
  - The Role of the State in Structural Adaptation (De rol van de staat in structurele aanpassingen)
  - Structural Change and Economic Growth (Structurele veranderingen en economische groei)
  - Implications for Employment, and the Role of Labor (Implicaties voor werkgelegenheid en de rol van werk)
  - Trade Policy (handelsbeleid)
  - The Need for Monetary Stability (De noodzaak van monetaire stabiliteit)
- Current Problems in European-American Relations (Huidige problemen in Europees-Amerikaanse relaties)

## Deelnemers
- Nederland - Prinses Beatrix, kroonprinses der Nederlanden
- Nederland - André Batenburg, Nederland bankier; voormalig bestuursvoorzitter ABN
- Nederland - Ernst van der Beugel, Nederlands emeritus hoogleraar Internationale Betrekkingen RU Leiden
- Nederland - Relus ter Beek, Nederlands politicus van de PvdA, oud-minister van defensie
- Verenigd Koninkrijk - Lord Home of the Hirsel, K. T., conferentievoorzitter
- Nederland - Ernst H. van der Beugel, secretaris conferentie
- Verenigde Staten - William P. Bundy, secretaris conferentie
- Nederland - C. Frits Karsten, penningmeester conferentie
- Italië - Agnelli, Giovanni
- Denemarken - Andersen, K. B.
- Italië - Andreatta, Nino
- Duitsland - Angermeyer, Joachim
- Verenigde Staten - Ball, George W., econoom en oud-ambassadeur
- Verenigde Staten - Bartley, Robert L.
- Nederland - Batenburg, André, algemeen directeur van de Algemene Bank Nederland
- Canada - Bell, George B.
- Verenigd Koninkrijk - Bennett, Sir Frederic
- Verenigde Staten - Bennett, Jack
- Verenigd Koninkrijk - Bertram, Christoph, redacteur
- Turkije - Beyazit, Selahattin, zakenman, voorzitter van voetbalclub Galatasaray SK
- Noorwegen - Brekke, Tor
- Verenigde Staten - Brzezinski, Zbigniew, politiek wetenschapper
- Duitsland - Bulow, Andreas von, staatssecretaris van Defensie
- Verenigd Koninkrijk - Carrington, Lord, voormalig minister van defensie
- Verenigde Staten - Cary, Frank T.
- Italië - Cittadini Cesi, Il Marchese, senator
- België - Close, Robert-Charles
- Verenigde Staten - Collado, Emilio G.
- Verenigde Staten - Conable, Barber B., Jr. , congreslid
- Portugal - Constancio, Vitor M. R. , econoom en politicus
- Griekenland - Contogeorgis, George
- Verenigde Staten - Davidson, Ralph P.
- Davignon, Vicomte International
- Verenigd Koninkrijk - Dell, Edmund
- Verenigde Staten - Diebold, William, Jr. , econoom
- Italië - Ducci, Roberto
- Nederland - Duisenberg, Willem F., minister van financiën
- Nederland - Eekelen, Willem F. van, Staatssecretaris van Defensie
- Frankrijk - Esambert, Bernard
- Zweden - Falldin, Thorbjorn, premier
- Verenigde Staten - Finlay, Murray H.
- Zwitserland - Furgler, Kurt, Lid van de Zwitserse Bondsraad
- Zwitserland - Gasteyger, Curt
- Verenigd Koninkrijk - Geddes, Sir Reay
- Verenigd Koninkrijk - George-Brown, Lord
- Verenigde Staten - Greenfield, Meg
- Canada - Griffin, Anthony G. S.
- Verenigde Staten - Haggerty, Patrick E.
- Verenigde Staten - Haig, Alexander, Jr., Opperbevelhebber Strijdkrachten van de NAVO
- Nederland - Halberstadt, Victor, Professor Economie, Rijksuniversiteit Leiden
- IJsland - Hallgrimsson, Geir, premier
- Noorwegen - Hansen, Rolf
- Verenigd Koninkrijk - Harvey-Jones, John H. , ondernemer
- Verenigde Staten - Hauge, Gabriel
- Verenigde Staten - Heinz, Henry J., II, H.J. Heinz Company
- Verenigde Staten - Heinz, H. John, III, , H.J. Heinz Company
- Duitsland - Herrhausen, Alfred, bankier
- België - Houthuys, Jef,  voorzitter van het Algemeen Christelijk Vakverbond
- Oostenrijk - Igler, Hans
- Verenigde Staten - Johnson, Joseph E.
- Verenigde Staten - Karber, Phillip A.
- België - Kersten, Otto Algemeen-Secretaris Internationaal Verbond van Vrije Vakverenigingen
- Verenigde Staten - Kissinger, Henry A., diplomaat en politicus
- Verenigd Koninkrijk - Knight, Andrew , directeur The Daily Telegraph
- België - Lambert, Baron, directeur van Bank Lambert
- Nederland - Lennep, Jhr. Emile von, Thesaurier-generaal
- Verenigde Staten - Lord, Winston
- Zweden - Lundvall, Bjorn
- Nederland - Luns, Joseph M. A. H., secretaris-generaal van de NAVO
- Frankrijk - Montbrial, Thierry de
- Verenigde Staten - Newhouse, John
- Denemarken - Norlund, Niels
- Oostenrijk - Nussbaumer, Adolf
- Canada - Ostry, Sylvia
- Italië - Ottone, Piero, hoofdredacteur Il Giornale
- Verenigde Staten - Peterson, Peter G., voormalig minister van Economische Zaken
- Frankrijk - Pitti-Ferrandi, Robert
- Verenigde Staten - Rockefeller, David, bankier en filantroop
- Verenigd Koninkrijk - Lord Roll of Ipsden
- Frankrijk - Rose, François de
- Spanje - Rovira, Don Juan Jose
- Italië - Savona, Paolo
- Italië - Silvestri, Stefano
- België - Snoy et d'Oppuers, Baron,  lid van het Studiecentrum voor Politieke Hervormingen
- Verenigde Staten - Solomon, Anthony M.
- Duitsland - Sommer, Theo , hoofdredacteur Die Zeit
- Verenigde Staten - Sonnenfeldt, Helmut
- Denemarken - Sorensen, Svend O.
- Verenigde Staten - Stinson, George A.
- Verenigde Staten - Tatu, Michel
- Luxemburg - Thorn, Gaston,  president van de regering
- Noorwegen - Tidemand, Otto Grieg
- Finland - Tiivola, Mika
- Oostenrijk - Treichl, Heinrich
- Zwitserland - Umbricht, Victor, diplomaat
- Zweden - Wallenberg, Marcus, bankier uit de Wallenbergfamilie
- Duitsland - Weizsacker, Richard von,  lid van de Bondsdag (CDU)
- Verenigde Staten - Wharton, Clifton R., Jr.
- Verenigde Staten - Whitman, Marina v. N.
- Verenigde Staten - Will, George
- Verenigde Staten - Williams, Lynn R. , Internationaal President, United Steel Workers of America
- Duitsland - Wischnewski, Hans-Jurgen, voormalig Bondsminister voor Economische Samenwerking
- Duitsland - Wolff van Amerongen, Otto, bestuursvoorzitter Otto Wolff A.G.
- Griekenland - Zaimis, Andreas F.
- Verenigde Staten - Zysman, John
- IJsland - Bjarnson, Bjorn, observator
- Oostenrijk - Zimmer-Lehmann, Georg, observator
- Oostenrijk - Cordt, Herbert, toehoorder
- Verenigde Staten - Getchell, Charles, toehoorder
- Oostenrijk - Heine-Geldern, Thomas, toehoorder
- Verenigde Staten - Muller, Charles W., toehoorder
- Verenigde Staten - Winthrop, Grant F., toehoorder

1954 ·
1955 (1) ·
1955 (2) ·
1956 ·
1957 (1) ·
1957 (2) ·
1958 ·
1959 ·
1960 ·
1961 ·
1962 ·
1963 ·
1964 ·
1965 ·
1966 ·
1967 ·
1968 ·
1969 ·
1970 ·
1971 ·
1972 ·
1973 ·
1974 ·
1975 ·
(1976) ·
1977 ·
1978 ·
1979 ·
1980 ·
1981 ·
1982 ·
1983 ·
1984 ·
1985 ·
1986 ·
1987 ·
1988 ·
1989 ·
1990 ·
1991 ·
1992 ·
1993 ·
1994 ·
1995 ·
1996 ·
1997 ·
1998 ·
1999 ·
2000 ·
2001 ·
2002 ·
2003 ·
2004 ·
2005 ·
2006 ·
2007 ·
2008 ·
2009 ·
2010 ·
2011 ·
2012 ·
2013 ·
2014 ·
2015 ·
2016 ·
2017 ·
2018 ·
2019 ·
2020 ·
2021 ·
2022 ·
2023